# Loterie romande
La Loterie romande (LoRo, Société de la loterie de la Suisse romande) est une société d’utilité publique qui organise et exploite des jeux de loterie et de paris sportifs dans l'ensemble des six cantons romands. Elle distribue l'entier de ses bénéfices à des associations sans but lucratif. Depuis 2018, le Président de la Loterie romande est Jean-René Fournier et depuis 2007, son directeur général est Jean-Luc Moner-Banet.

## Contexte

### Consommation
Selon l'Office fédéral de la santé publique, en 2022 :
- 36 % de la population n'a jamais joué à des jeux d'argent ;
- 57 % présente un comportement à faible risque ;
- 7 % présente un comportement de jeu à risque voire problématique.

Les personnes de Suisse romande sont davantage accros aux jeux qu'en Suisse alémanique.

### Cadre législatif et autorité de surveillance
Le marché suisse des jeux d’argent est soumis à la loi fédérale sur les jeux d’argent (LJAr), entrée en vigueur le 1er janvier 2019, et au Concordat sur les jeux d’argent au niveau suisse (CJA). Des lois cantonales d’application et, au niveau romand, la Convention romande sur les jeux d’argent (CORJA) complètent ce cadre législatif.
La surveillance de l’exploitation et des exploitants de jeux de loterie et paris sportifs est la compétence de l’Autorité intercantonale de surveillance des jeux d’argent (Gespa). C’est notamment elle qui homologue les jeux de la Loterie romande en veillant au respect des dispositions légales et des mesures de protection de la population face aux risques liés aux jeux d’argent. La Loterie romande a obtenu de la Gespa, en juin 2020, une autorisation d’exploitant pour une période de 20 ans.
Afin de lutter contre la manipulation de compétitions sportives, la Gespa délimite également les types de paris autorisés ainsi que les évènements sur lesquels des paris peuvent être proposés.

## Histoire
En 1937, la Suisse traverse une situation économique difficile. Des loteries d’utilité publique existent à Neuchâtel, Fribourg, Genève, Loèche et Monthey mais chacune doit prendre en charge ses propres coûts d’exploitation et fait concurrence aux autres. C’est dans ce contexte que naît l’idée de fusionner les sociétés de loterie existantes en une seule entité active sur l’ensemble du territoire romand.
Les gouvernements des cantons de Vaud, Fribourg, Valais, Neuchâtel et Genève signent le 26 juillet 1937 la convention intercantonale autorisant la création de la Société de la loterie de la Suisse romande — la Loterie romande — dans le but d’organiser une loterie dont le bénéfice est intégralement redistribué à des œuvres de bienfaisance et d’utilité publique dans ces cantons.
La même année est lancée, au Tessin et en Suisse alémanique, l’Interkantonale Landeslotterie (ILL), désormais Swisslos. À sa création en 1979, le canton du Jura rejoint les autres cantons romands au sein de la Loterie romande.
Le premier tirage de la Loterie romande se déroule à Sion, le 12 décembre 1937. Les différents lots sont mélangés puis tirés aléatoirement dans 6 sphères contenants chacune des boules numérotées de 1 à 9. Les billets portent un numéro à six chiffres préimprimés et sont vendus au prix de CHF 5.- (puis CHF 6.- dès 1953). Organisés dans différentes localités réparties de manière équitable entre les cantons romands, les tirages sont de véritables fêtes populaires, animés par des sociétés locales de musique et de danse. Ils ont d’abord lieu quatre fois par année puis leur fréquence augmentera jusqu’à atteindre deux tirages par mois. Ces tirages dits « traditionnels » seront organisés jusqu’en 1986.
À l’occasion de l’Exposition Nationale de 1964, la Loterie romande émet un billet spécial en collaboration avec la loterie bernoise (SEVA) et l’Interkantonale Landeslotterie (ILL), loterie des cantons alémaniques et du Tessin. Ce billet dit "à déchirer" permet au joueur de connaitre immédiatement le montant de son gain. La Loterie romande commercialisera ses propres billets à déchirer dès 1969 et jusqu’en 1993, dont des séries spéciales annuelles destinées à la lutte contre le cancer ou l’aide à l’enfance handicapée.
Le samedi 10 janvier 1970 a lieu le premier tirage de la Loterie suisse à numéros, opérée en commun avec l’Interkantonale Landeslotterie, le Sport-Toto et la loterie bernoise (SEVA). Contrairement aux tirages « traditionnels », la Loterie suisse à numéros permet aux joueurs de choisir leurs 6 numéros parmi une grille de 40 numéros. Ce jeu sera rebaptisé Swiss Lotto en 1992 puis Swiss Loto en 2013.
En 1978, la Loterie romande introduit le premier billet à gratter avec résultat instantané en Europe.
En 1985 naît le Tribolo. Rencontrant un succès immédiat, il est désormais devenu un classique et continue d’être vendu. Ce billet à gratter a été illustré avec plus de 430 images différentes, toujours dans l’esprit du temps. De nombreux artistes de renom l’ont illustré, parmi lesquels figurent Cosey, Derib, Zep, Druillet, Loustal et Mandryka. Forte de ce succès, la Loterie romande continuera de développer de nouveaux billets à gratter et en propose aujourd’hui près de 40 chaque année.
La Loterie romande possède une offre de paris hippiques depuis 1979 mais c’est en 1990 qu’est créé le PMU Romand, à la suite d'un accord signé avec le PMU France. Ceci permet, dès 1991, aux joueurs suisses de parier en masse commune avec les joueurs français.
En 1992, la Loterie romande lance son premier jeu télévisé, TéléDuo, animé par Jean-Marc Richard et diffusé sur la TSR. Un billet à gratter permet de remporter soit un gain instantané, soit une participation à une émission télévisée pour tenter de gagner jusqu’à CHF 100'000.-. Plusieurs autres émissions succéderont à cette première collaboration, toujours animées par Jean-Marc Richard, notamment TéléTrésor, La Poule aux Œufs d’Or et Les Clés de la Fortune.
Le LotoExpress, jeu de tirage proposé dans les cafés et restaurants et dont les tirages ont lieu toutes les cinq minutes, naît en 1994.
En 2001, la Loterie romande innove en proposant un jeu sur CD-ROM : Trésors de la Tour, qui sera réédité en 2002 sous le nom de Mozaic.
Le Rento, billet emblématique permettant de remporter une rente mensuelle à vie, est lancé en 2003.
En 2004, la Suisse rejoint la communauté EuroMillions, loterie transnationale européenne,.
En 2010 est lancée la plateforme de jeux en ligne de la Loterie romande.  Offrant la possibilité de participer aux jeux de tirage, aux paris sportifs et à des billets à gratter (jeux instantanés), elle sera entièrement renouvelée en 2017 et recevra la médaille d’or du DBA Design Awards en 2019. Depuis 2014, le PMU est également disponible sur la plateforme de jeux en ligne. Des applications permettent de jouer en ligne sur les supports mobiles, smartphones et tablettes ainsi que de simplifier la prise des enjeux en points de vente. L’application dédiée au PMU a été distinguée lors des UK App Awards 2021 dans la catégorie Gambling App of the Year.
En 2018, la nouvelle offre de paris sportifs JOUEZSPORT, vient remplacer Sporttip, exploité jusqu’alors en collaboration avec Swisslos. Le live-betting, soit la possibilité de parier en direct pendant une rencontre, est proposé depuis 2019.
En 2023, la Loterie Romande et huit autres loteries européennes lancent conjointement le nouveau jeu de tirage EuroDreams.
Selon différents classements, la Loterie romande est aujourd'hui l’une des sociétés de loterie les plus performantes d’Europe.

### Directeurs
- 1986 - 2007 : Philippe Maillard[19],[20],[21],[22]
- Depuis le 1er février 2007 : Jean-Luc Moner-Banet[23]

## Mission

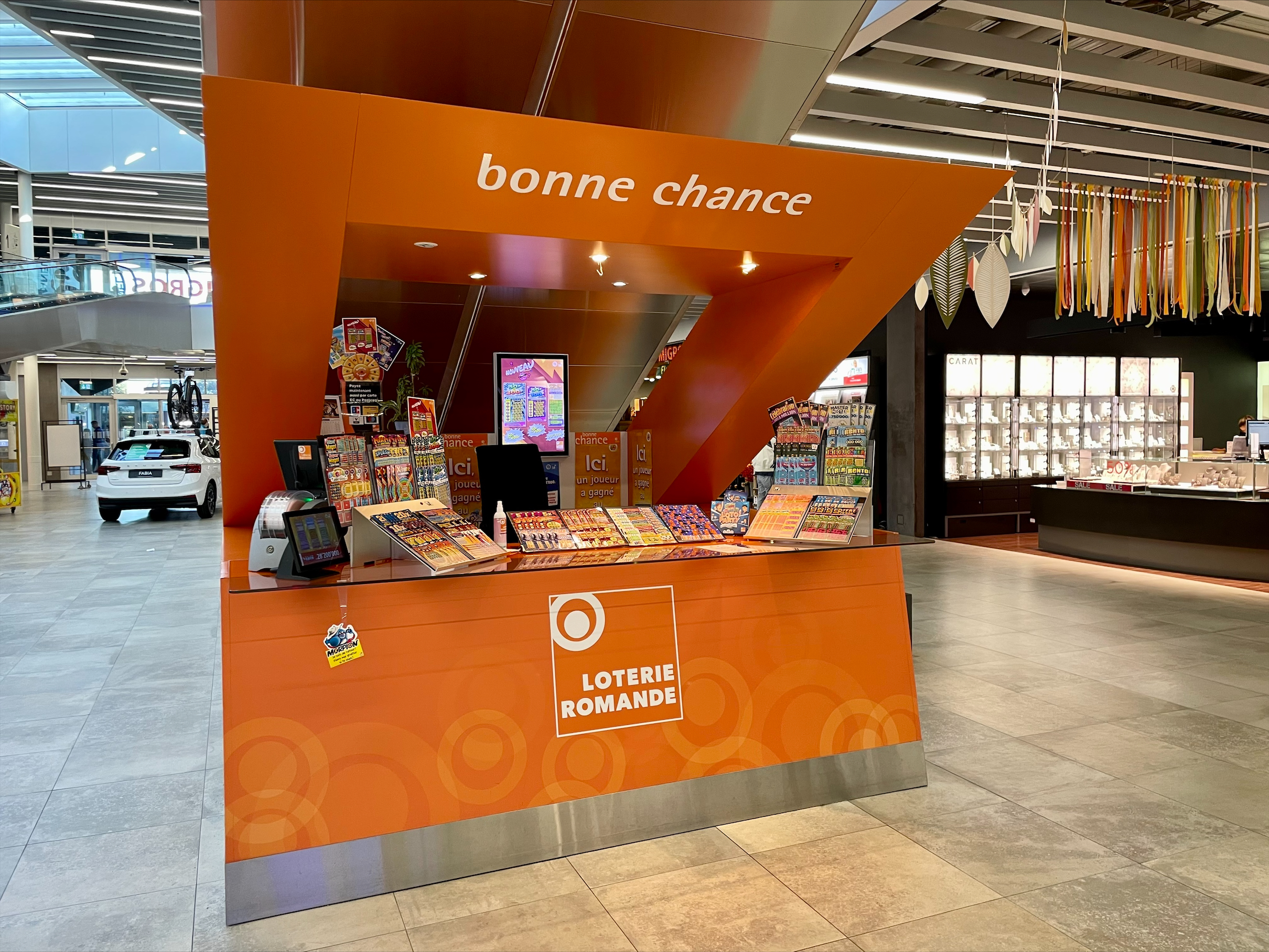
Stand de la Loterie romande dans un centre commercial à Romanel-sur-Lausanne

La Loterie romande est une société d’utilité publique qui organise les jeux de loterie et de paris sportifs dans les six cantons romands (Vaud, Fribourg, Valais, Neuchâtel, Genève et Jura).
Grâce à ses activités, la Loterie romande remplit une mission d'utilité publique sur la base d'un modèle unique en son genre : la totalité du bénéfice est redistribuée à des associations sans but lucratif, œuvrant dans les domaines de l'action sociale, du sport, de la culture, de l'environnement, de l'éducation, de la santé, de la culture, de la formation et de la conservation du patrimoine.
Plus de CHF 5 milliards ont été versés à l’utilité publique depuis la création de la Loterie romande en 1937. Actuellement, la Loterie romande redistribue plus de 600 000 CHF par jour à quelque 3 000 associations en Suisse romande.

### Distribution des bénéfices
La Loterie romande verse l’intégralité de ses bénéfices à l’utilité publique. Depuis 2019, la Loi fédérale sur les jeux d’argent (LJAr), ainsi que le Concordat sur les jeux d'argent (CJA) au niveau suisse et la Convention romande sur les jeux d'argent (CORJA) entrés en vigueur le 1er janvier 2021, réglementent la surveillance et l'affectation des bénéfices aux différents projets associatifs. Afin de tenir compte des changements législatifs, des nouveaux statuts de la Loterie romande sont entrés en vigueur le 1er janvier 2021.
Après prélèvement des parts destinées au sport national (Swiss Olympic, Association suisse de football, Ligues nationales suisses de football et de hockey sur glace) et à la Fédération suisse des courses de chevaux (FSCC), le bénéfice de la Loterie romande est confié aux Organes cantonaux de répartition. La part des bénéfices attribuée à chaque canton est calculée en fonction de la population du canton et du produit brut des jeux, à parts égales.
- Dans chaque canton, une partie des bénéfices, dont le montant est déterminé par la législation cantonale et limité à 30% de la somme revenant au canton, peut être distribuée directement par l’État. La part restante des bénéfices est ensuite répartie de la manière suivante : 85% aux Organes cantonaux de répartition (action sociale, éducation, santé, culture, recherche, environnement, etc.).
- 15% au sport (Organes cantonaux de répartition du sport).

Indépendants de l’exploitation des jeux, les Organes cantonaux de répartition ont la mission de distribuer dans les six cantons romands (Vaud, Fribourg, Valais, Neuchâtel, Genève et Jura) la part de bénéfice qui leur revient. Ces Organes attribuent leur soutien, selon des critères transparents et définis dans la Convention romande sur les jeux d’argent (CORJA), à une multitude de projets répondant aux critères.
Le montant alloué au sport cantonal – soit 15% du bénéfice – est distribué via les Organes de répartition du sport. Il sert à soutenir le sport amateur et populaire dans les six cantons romands et permet de contribuer au financement des infrastructures, de la relève et des manifestations locales.
Des contributions spécifiques sont également octroyées à des organisations actives dans la majorité des cantons ou ayant un rayonnement intercantonal. La Conférence des Présidents des Organes de Répartition (CPOR), composée du président de chaque délégation cantonale, examine les demandes dans les domaines de l’action sociale, de la santé, de l’éducation, de la culture, de la recherche et de l’environnement. Les demandes dans le domaine du sport sont examinées par la Conférence des Présidents des Organes de Répartition du sport (CPORS), composée du président de chacun des six Organes cantonaux de répartition du sport. Les montants octroyés par la CPOR ne peuvent excéder 10% du bénéfice disponible et sont financés par les Organes cantonaux au prorata du nombre d’habitants. Pour la CPORS, le total des attributions romandes et nationales ne peut excéder 5% du montant total mis à disposition des Organes cantonaux de répartition du sport.
La liste des associations et projets ayant obtenu un soutien est publiée chaque année et disponible en ligne.

## Organisation institutionnelle
Les activités de la Loterie romande sont régies par 
- l’Assemblée générale : composée de 30 sociétaires et présidée par Jean-René Fournier ;
- le Conseil d’Administration : composée du Président Jean-René Fournier et d’un représentant de chaque canton romand ;
- la Conférence romande des membres de gouvernement concernés par les jeux d’argent (CRJA) : composée d’un représentant du gouvernement de chacun des cantons romands ;
- la Conférence spécialisée des membres de gouvernements concernés par les jeux d’argent (CSJA) : formée d’un représentant de chaque canton suisse[27].

## «Jeu responsable» et le programme de mesures sociales
Depuis 1999, la Loterie romande a mis en place, à l'aide de spécialistes externes, différentes actions et un programme de "Jeu responsable", destinés à prévenir et lutter contre le jeu excessif. Des mesures concrètes sont élaborées et appliquées pour tous les jeux de la Loterie romande, qui a obtenu plusieurs certifications dans ce domaine, octroyées notamment par European Lotteries (EL), l’association des loteries européennes, et par la World Lottery Association (WLA), l’association des loteries mondiales. Ces mesures incluent, entre autres, la formation des collaborateurs et des dépositaires, la collaboration avec des instituts spécialisés dans le domaine de la prévention et la mise en place de modérateurs de jeu, telles que les limites de pertes obligatoires sur la plateforme de jeux en ligne. De plus, la Loterie romande dispose d’une directive « Marketing & Publicité » fixant un cadre de référence pour ses actions marketing et publicitaires. Ceci permet de garantir que ces actions répondent à des critères stricts en matière de responsabilité sociale.
En plus des mesures prises dans le cadre du programme « Jeu responsable », une taxe de 0,5 % est prélevée sur le revenu brut des jeux des deux loteries suisses, Swisslos et la Loterie romande, pour financer la prévention et la lutte contre le jeu excessif par le biais des cantons. Cette taxe représente environ CHF 5 millions par an, uniquement destinés à financer des programmes de prévention, de formation et de traitement de l’addiction au jeu.
Avec l'entrée en vigueur de la Loi fédérale sur les jeux d’argent (LJAr) au 1er janvier 2019, la Loterie romande a mis en place de nombreuses nouvelles mesures de protection contre la dépendance pour renforcer en particulier la protection des mineurs et des populations vulnérables contre les dangers liés au jeu excessif. Un registre commun des exclusions pour les loteries et les casinos a notamment été créé pour interdire l’accès à la plateforme de jeux en ligne de la Loterie romande à toute personne interdite de casino en Suisse, et inversement. Conformément à la législation en vigueur, la Loterie romande exclut des jeux les personnes qui ne remplissent pas leurs obligations financières, qui engagent des mises sans rapport avec leur revenu et leur fortune et qui sont surendettées.   
Pour améliorer l’efficacité de son dispositif mis en place pour protéger les mineurs, la Loterie romande a décidé de relever la limite d’âge de tous ses jeux sans exception à 18 ans dès le 1er janvier 2021. Cette limite d’âge est une mesure essentielle pour renforcer la protection des mineurs, davantage vulnérables face aux risques liés aux jeux d’argent.
L’ensemble des mesures de protection mises en place par la Loterie romande sont définies en détails dans un programme de mesures sociales qui a été examiné et approuvé par l’Autorité intercantonale de surveillance des jeux d’argent (Gespa).

## Certifications
En 2009, la Loterie romande a obtenu les certifications ISO 27001, renouvelée en 2021. Elle est labelisée Friendly Workspace depuis 2013 et dispose de la certification complète depuis 2019, renouvelée en 2022. Elle est également certifiée EqualSalary depuis 2020.
Dans le domaine de la protection des populations vulnérables face aux risques liés aux jeux d’argent, la Loterie romande a obtenu les certifications Jeu responsable European Lotteries et World Lottery Association (niveau 4) en 2019. Ces certifications ont toutes deux été renouvelées en 2021,.

## Jeux

### Jeux de grattage
La Loterie romande propose près de 40 billets à gratter, dont 30 nouveaux chaque année[1]. Tribolo, Rento, Mégalo et Podium sont quelques-uns des jeux emblématiques de l’institution. Tous les billets à gratter suivent un plan des lots fixant la répartition des gains sur chaque série de billets ainsi que le nombre de billets gagnants par série. Les plans des lots sont disponibles sur la plateforme de jeux de la Loterie romande.

### Jeux de tirage
La Loterie romande exploite une gamme de jeux de tirage de différents types et fréquences.
Le Swiss Loto, opéré en commun avec Swisslos, et EuroMillions, loterie transnationale européenne, sont tous deux bi-hebdomadaires. Avec une moyenne de 30 nouveaux millionnaires par année, le Swiss Loto est le jeu qui fait le plus de millionnaires en Suisse. Ainsi, depuis sa création en 1970, plus de 1'000 joueurs sont devenus millionnaires grâce au Swiss Loto.
Magic 3, Magic 4 et Banco, un jeu de type Keno, sont des jeux de tirage quotidiens (sauf le dimanche).
Le LotoExpress est proposé uniquement dans les cafés-restaurants ainsi que sur la plateforme de jeux en ligne de la Loterie romande. Il s’agit d’un jeu de type Keno dont les tirages ont lieu tous les jours, toutes les 5 minutes.
Records de gains en Suisse romande :
- Swiss Loto : CHF 24,7 mio, remportés le 29 avril 2015[37]
- EuroMillions : CHF 115,5 mio, remportés le 23 août 2013[38]

### Jeux de pronostics
La Loterie romande propose deux offres de jeux de pronostics : le PMU pour les courses hippiques et JOUEZSPORT pour les compétitions sportives.

## Réseau de vente
Les jeux de la Loterie romande sont proposés dans près de 2'400 points de vente sur l’ensemble du territoire suisse romand. Ce réseau est principalement constitué de kiosques, cafés et restaurants mais également de commerces de proximité et de stations-services. En outre, la Loterie romande collabore avec les groupes Valora, Coop, Denner et Volg.
Chaque point de vente de la Loterie romande touche une commission pour la distribution de ses jeux. Au total, cette rémunération se monte CHF 75 millions, soit en moyenne  CHF 30'000.- par an et par point de vente. Les activités de la Loterie romande contribuent ainsi à dynamiser la vie économique et sociale romande en générant entre 1'200 et 1'400 emplois indirects.
En 2021, afin de soutenir les cafés et restaurants qui proposent ses jeux face à la crise sanitaire, la Loterie romande a distribué un montant de près de CHF 3,5 millions à plus de 800 établissements en Suisse romande.